# Episodi di The Good Wife (seconda stagione)
La seconda stagione della serie televisiva The Good Wife, composta da 23 episodi, viene trasmessa sul canale statunitense CBS dal 28 settembre 2010 al 17 maggio 2011.
La stagione ha debuttato in prima visione in lingua italiana nella Svizzera italiana su RSI LA1 il 26 gennaio 2011; l'emittente svizzera ha trasmesso i primi undici episodi fino al 6 aprile 2011, mentre i restanti dodici episodi sono stati trasmessi, sempre in prima TV, dal 16 novembre 2011 al 1º febbraio 2012.
In Italia la stagione è stata trasmessa in chiaro su Rai 2 dal 10 settembre 2011 al 28 febbraio 2012.
| nº | Titolo originale     | Titolo italiano               | Prima TV USA      | Prima TV Svizzera |
| -- | -------------------- | ----------------------------- | ----------------- | ----------------- |
| 1  | Taking Control       | Difensore di sostegno         | 28 settembre 2010 | 26 gennaio 2011   |
| 2  | Double Jeopardy      | Doppia condanna               | 16 settembre 2010 | 2 febbraio 2011   |
| 3  | Breaking Fast        | Un fratello per Alicia        | 12 ottobre 2010   | 9 febbraio 2011   |
| 4  | Cleaning House       | Il candidato                  | 19 ottobre 2010   | 16 febbraio 2011  |
| 5  | VIP Treatment        | Politicamente corretto        | 26 ottobre 2010   | 23 febbraio 2011  |
| 6  | Poisoned Pill        | Lo stratagemma                | 9 novembre 2010   | 2 marzo 2011      |
| 7  | Bad Girls            | Cattive ragazze               | 16 novembre 2010  | 9 marzo 2011      |
| 8  | On Tap               | Intercettazioni               | 23 novembre 2010  | 16 marzo 2011     |
| 9  | Nine Hours           | Nove ore                      | 14 dicembre 2010  | 23 marzo 2011     |
| 10 | Breaking Up          | Separazione                   | 11 gennaio 2011   | 30 marzo 2011     |
| 11 | Two Courts           | Doppio campo                  | 18 gennaio 2011   | 6 aprile 2011     |
| 12 | Silly Season         | La stagione della sciocchezza | 1º febbraio 2011  | 16 novembre 2011  |
| 13 | Real Deal            | Gioco al ribasso              | 8 febbraio 2011   | 23 novembre 2011  |
| 14 | Net Worth            | Cause perse                   | 15 febbraio 2011  | 30 novembre 2011  |
| 15 | Silver Bullet        | Arma a doppio taglio          | 22 febbraio 2011  | 7 dicembre 2011   |
| 16 | Great Firewall       | Contromosse                   | 1º marzo 2011     | 14 dicembre 2011  |
| 17 | Ham Sandwich         | Gran Giurì                    | 22 marzo 2011     | 21 dicembre 2011  |
| 18 | Killer Song          | La canzone dell'assassino     | 29 marzo 2011     | 28 dicembre 2011  |
| 19 | Wrongful Termination | Senza giusta causa            | 5 aprile 2011     | 4 gennaio 2012    |
| 20 | Foreign Affairs      | Affari esteri                 | 12 aprile 2011    | 11 gennaio 2012   |
| 21 | In Sickness          | Trapianto                     | 3 maggio 2011     | 18 gennaio 2012   |
| 22 | Getting Off          | Infedeltà                     | 10 maggio 2011    | 25 gennaio 2012   |
| 23 | Closing Arguments    | Arringa finale                | 17 maggio 2011    | 1º febbraio 2012  |

## Difensore di sostegno
- Titolo originale: Taking Control
- Diretto da: Félix Alcalá
- Scritto da: Robert King e Michelle King

### Trama
Riprendendo dal finale della prima stagione, Alicia è in procinto di unirsi a Peter sul palco quando chiama Will. Eli Gold afferra il telefono e induce Alicia a prendere la mano di Peter. Will lascia due messaggi: nel primo dice che capisce e che dovrebbero chiudere definitivamente il loro rapporto, poi, nel secondo, dice che l'ama e che vuole incontrarla per decidere insieme. Eli elimina il secondo messaggio. Prima che abbiano la possibilità di risolvere le cose, Will viene coinvolto nella fusione dello studio legale con un nuovo partner, Derrick Bond. Nei successivi incontri, nello studio legale, Will mostra di attendere una risposta, ma Alicia, inconsapevole del secondo messaggio, non gli dà alcun segno in proposito. Alla fine della giornata, nella loro casa, Peter fa delle avance nei confronti della moglie, e Alicia si lascia andare.
In tribunale, Alicia è nominata difensore d'ufficio per la causa di un uomo che insiste a difendersi da solo. 
Il suo assistito è accusato di aver ucciso il socio e comproprietario di un sito internet di denuncia; la linea di difesa dell'uomo è che il socio sia stato ucciso dai servizi segreti per impedire la pubblicazione di notizie compromettenti.
Nel processo che segue, l'uomo, pur assistito da Alicia, continua a difendersi da solo, ma subito mostra la sua incapacità. Così Alicia abbandona la difesa formale, consistente nello stare passivamente a fianco dell'imputato, e comincia a dargli consigli, consigli tanto efficaci da mettere in difficoltà l'accusa.
Il procuratore generale, avversario politico di Peter, temendo una sconfitta, sostituisce l'avvocato dell'accusa con l'ex antagonista di Alicia nella gara per rimanere nello studio, svoltasi nella prima serie e vinta da lei.
Il nuovo avvocato si dimostra più bravo del precedente e potrebbe vincere la causa se Alicia non si accorgesse che un membro della giuria mostra involontariamente di essere dalla parte dell'accusato. 
Giocando sulla possibilità di mettere la giuria in stallo e sulla paranoia di una testimone di difesa, che si appella al quinto emendamento, Alicia riesce a ottenere una sospensione della seduta; in questa occasione la protagonista mostra tutta la sua forza di carattere tenendo testa al giudice che, avendo intuito il gioco della difesa, vorrebbe indurre la testimone a dare maggiori chiarimenti sulla sua posizione.
Durante la sospensione del processo, l'accusa propone un compromesso consistente in soli cinque anni di prigione. L'accusato vorrebbe rifiutare, ma Alicia gli dice chiaramente che non crede più nella sua innocenza e che in un successivo processo la condanna potrebbe essere ben più pesante. L'uomo, rendendosi conto di non avere migliori alternative, accetta la proposta.
Alicia può così tornare allo studio vantando una nuova vittoria, almeno parziale.
- Guest star: Chris Noth (Peter Florrick), Scott Porter (Blake Calamar), Titus Welliver (Glenn Childs), Chris Butler (Matan Brody), Jacob Pitts (Vance Salle), Pedro Pascal (Nathan Landry), Tammy Blanchard (Petra Long), Chris Sarandon (Giudice Howard Matchick), Felix Solis (Detective Rodriguez), Cristin Milioti (Onya Eggertson), Jennifer Harmon, Rebecca Luker (Carleen Loren), Mary Beth Peil (Jackie Florrick), Michael Ealy (Derrick Bond).
- Ascolti USA: telespettatori 12 844 000 – share 14%[3]

## Doppia condanna
- Titolo originale: Double Jeopardy
- Diretto da: Dean Parisot
- Scritto da: Ted Humphrey

### Trama
Insoddisfatto che Alicia abbia conquistato un verdetto di non colpevolezza per un giovane militare riservista accusato di aver ucciso sua moglie, Cary tenta di far processare nuovamente l'imputato nel tribunale militare. In questo tribunale le regole sono diverse e inizialmente sembra che la difesa, composta da Will e Alicia, sia in difficoltà. Ma Alicia ha un piano e chiama Cary alla sbarra per farlo testimoniare sulle prove ottenute dalla moglie di un altro militare. Questa testimonianza indiretta dà una svolta al caso e salva il suo cliente. Nel frattempo, con la campagna del marito in corso, Childs ricorre a trucchi sporchi nel tentativo di danneggiare la reputazione di Peter.
- Guest star: Chris Noth (Peter Florrick), Scott Porter (Blake Calamar), Chris Butler (Matan Brody), Patrick Breen (Tenente Terrence Hicks), Teyonah Parris (Melinda Gossett), Christine Evangelista (Madeleine), Dreama Walker (Becca), Kim Shaw (Amber Madison), Brian Tyree Henry (Randall Simmons), Bill Tangradi (Capitano Gerald Gauthier), Jordan Gelber (Freddy Wright), Victor Verhaeghe (Detective Tommy Rezik), Linda Emond (Giudice Leora Kuhn), Michael Ealy (Derrick Bond).
- Ascolti USA: telespettatori 12 762 000 – share 14%[4]

## Un fratello per Alicia
- Titolo originale: Breaking Fast
- Diretto da: James Whitmore, Jr.
- Scritto da: Corinne Brinkerhoff

### Trama
Per la prima volta, "Lockhart, Gardner & Bond" vanno esplicitamente all'offensiva contro il pubblico ministero, intentando una causa di milioni di dollari contro l'ufficio del Procuratore di Stato per aver rovinato la vita di un imputato innocente. Childs cerca disperatamente di difendere le decisioni del suo dipartimento e di coprire se stesso; Diane e Will discutono su come utilizzare al meglio Alicia nella causa contro l'avversario politico del marito; Kalinda e Cary fanno a gara nel cercare di determinare l'identità del vero colpevole. Tutte queste manovre portano a un conflitto esplosivo tra Alicia e Glenn Childs che potrebbe essere determinante nella campagna elettorale.
- Guest star: Chris Noth (Peter Florrick), Anika Noni Rose (Wendy Scott-Carr), Scott Porter (Blake Calamar), Dallas Roberts (Owen Cavanaugh), Titus Welliver (Glenn Childs), David Pittu (Spencer Roth), Bobby Steggert (Wyatt Stevens, Jr), Priscilla Lopez (Giudice Christina de la Piedra), Jessica Stone (Meg Malden), Mary Beth Peil (Jackie Florrick), Michael Ealy (Derrick Bond).
- Ascolti USA: telespettatori 11 815 000 – share 13%[5]

## Il candidato
- Titolo originale: Cleaning House
- Diretto da: Rosemary Rodriguez
- Scritto da: Robert King e Michelle King

### Trama
Alicia si trova di fronte ancora una volta l'incredibilmente dolce giovane Nancy Crozier, solo che questa volta lei e la sua collega sono - apparentemente - dalla stessa parte. Inizialmente Alicia si è preparata a una incisiva difesa di routine, originariamente pensata compatibile con il loro obiettivo comune: difendere i loro clienti accomunati in una causa civile. Ma quando Nancy si rivela pericolosa quanto l'opposizione, Alicia si trova a combattere su due fronti e, con un rapido colpo a sorpresa, finisce col proteggere il suo cliente.
Contemporaneamente, Alicia si trova coinvolta, suo malgrado, nella dura lotta politica fra il marito Peter e l'attuale procuratore di stato Childs: è sospettata di avere dato al marito notizie coperte dal segreto professionale.
In seguito a un lavoro investigativo, i due antagonisti capiscono però che la fuga di notizie tende a danneggiare entrambi; da questo deducono che si prepara a entrare in lizza un terzo candidato, che sospettano essere la giudice presidente Victoria Adler ideatrice della manovra.
Per impedirle di presentarsi, i due antagonisti uniscono le loro conoscenze riguardo a vecchi fatti di corruzione di cui la giudice è stata protagonista e si fanno promettere dalla stessa che non si candiderà.
Tuttavia, durante una festa di beneficenza, la stessa Victoria annuncia, a sorpresa, la candidatura dell'avvocatessa della procura Wendy Scott-Carr.
- Guest star: Chris Noth (Peter Florrick), Anika Noni Rose (Wendy Scott-Carr), Griffin Dunne (Giudice Jared Quinn), Scott Porter (Blake Calamar), Mamie Gummer (Nancy Crozier), Kate Burton (Giudice Victoria Adler), Edward Herrman (Lionel Deerfield), Titus Welliver (Glenn Childs), Corbin Bleu (Javier Berlin), Jason Fuchs (Paul Dylan), Sonequa Martin (Courtney Wells), Lisa Banes (Georgia McGowen), Amt Hohn (Helen Donato), Elizabeth Reaser (Tammy), Michael Ealy (Derrick Bond).
- Ascolti USA: telespettatori 12 169 000 – share 14%[6]

## Politicamente corretto
- Titolo originale: VIP Treatment
- Diretto da: Michael Zinberg
- Scritto da: Robert King e Michelle King

### Trama
La massaggiatrice Lara White vuole denunciare Joe Kent per molestie sessuali.
Il caso presenta un aspetto positivo per l'enorme popolarità che darebbe allo studio legale in caso di vittoria e uno negativo per le reazioni dei fan del famoso personaggio durante il processo e dopo, in caso di sconfitta.
Alicia avvisa quindi i titolari dello studio, i quali danno luogo a una rapida indagine per appurare la verità dei fatti e decidere se accettare o meno il caso. Il tutto deve svolgersi entro le 23 della sera stessa, perché a quell'ora Lara Wite ha appuntamento con un altro studio legale.
L'indagine, svolta degli investigatori Kalinda e Blake, sempre in lotta fra di loro, convince i titolari che la massaggiatrice dice il vero e, nonostante il rischio di mettersi contro un personaggio così popolare, decidono di accettare il caso.
Ma Alicia, che è stata incaricata di dare la notizia a Lara White, la trova in ascensore mentre se ne sta andando. Lara, infatti, si è resa conto che non sarebbe stata in grado di sopportare le pesanti conseguenze mediatiche di una causa tanto importante.
Durante la cena di gala, in cui viene annunciata l'intenzione della giovane avvocatessa Wendy Scott-Carr di candidarsi alla carica di procuratore di Stato, Alicia viene richiamata allo studio per ascoltare una giovane massaggiatrice che vuole denunciare le molestie sessuali subite da Joe Kent, un popolarissimo personaggio americano, appena nominato premio Nobel per la pace.
La novità di una terza concorrente preoccupa Peter, il quale teme che le caratteristiche della nuova concorrente, giovane donna afroamericana, possano risultare vincenti. Tenta perciò di stringere un accordo con lei proponendole di correre insieme, lui come procuratore, lei come vice, ma Wendy gentilmente rifiuta. 
Nella stessa movimentata serata, l'avvocato del premio Nobel accusato di molestie si fa avanti per proporre il proprio appoggio alla campagna di Peter, a condizione che convinca la moglie e lo studio a essa associato a recedere nella causa per molestie. Peter capisce subito che la moglie non accetterà mai un simile compromesso e rifiuta. In seguito lo stesso avvocato ripeterà la stessa proposta, ma senza alcuna condizione. All'iniziale entusiasmo di Eli segue però la riflessione di Peter, il quale pensa che legarsi a una persona la cui fama si sta offuscando potrebbe essere controproducente.
- Guest star: Chris Noth (Peter Florrick), Anika Noni Rose (Wendy Scott-Carr), Scott Porter (Blake Calamar), Frederick Weller (Wilk Hobson), Natalie Knepp (Lara White), Sonequa Martin-Green (Courtney Wells), Elizabeth Reaser (Tammy), Michael Ealy (Derrick Bond).
- Ascolti USA: telespettatori 12 588 000 – share 14%[7]

## Lo stratagemma
- Titolo originale: Poisoned Pill
- Diretto da: Peter O'Fallon
- Scritto da: Keith Eisner

### Trama
Il caso giudiziario riguarda la causa intentata da una giovane donna contro una casa farmaceutica. Secondo la donna la casa farmaceutica ha prodotto un antidepressivo i cui effetti collaterali hanno portato sua madre a uccidere il marito e a suicidarsi. L'avvocato della parte avversa, Louis Canning, soffre di un disturbo neurologico nominato "discinesia tardiva" che lo fa muovere in modo un po' buffo. Il disturbo, considerato normalmente un handicap, viene però sfruttato dall'intelligente avvocato per ottenere il vantaggio di attirare continuamente su di sé l'attenzione della giuria. Lo stratagemma non è però sufficiente a oscurare le ragioni della vittima e Alicia, con l'aiuto di Blake, riesce a ottenere un risarcimento di 35 milioni di dollari per la sua assistita. Ma durante i festeggiamenti per la vittoria, l'avvocato Canning si presenta per rivelare il vero stratagemma: ridurre il risarcimento da 90 milioni, tale era il suo valore, a non più di 50. Con l'accordo di 35 milioni il vero vincitore è lui.
- Ascolti USA: telespettatori 12 327 000 – share 14%[8]

## Cattive ragazze
- Titolo originale: Bad Girls
- Diretto da: Jim McKay
- Scritto da: Courtney Kemp Agboh

### Trama
Lo Studio Legale si trova a difendere, di fronte a un giudice unico, una pop star accusata di avere danneggiato un'auto guidando in stato di ebbrezza. Alicia, incaricata di difenderla, prova vari espedienti per alleggerire la situazione della sua cliente, ma il contesto in cui si svolge il processo lascia intuire una netta sconfitta. Tuttavia Kalinda, incaricata di indagare sui fatti, intuisce che la macchina che ha prodotto il danno era guidata dalla sorella. Alicia allora comunica alla sua cliente, che a causa del suo stato di ubriachezza non ricorda nulla, la verità dei fatti. Si svela, così, una situazione famigliare in cui una figlia è amata e viziata dalla madre, mentre l'altra, la pop star appunto, viene usata come capro espiatorio. In questa occasione, però, la sorella si prende le sue responsabilità e confessa la verità, permettendo il proscioglimento della cliente dello studio.
Intanto la campagna elettorale di Peter prosegue fra le difficoltà economiche. Il comitato elettorale dei democratici gli consiglia di ritirarsi per favorire Wendy Scott-Carr che sembra avere più possibilità. Entrambi confidano sul voto degli afroamericani e in particolare sull'appoggio della chiesa locale. Inizialmente sembra che le cose volgano in favore di Peter, ma in seguito cambiano direzione.
- Ascolti USA: telespettatori 11 735 000 – share 14%[9]

## Intercettazioni
- Titolo originale: On Tap
- Diretto da: Roxann Dawson
- Scritto da: Leonard Dick

### Trama
La nuova causa legale dello studio riguarda un amico di Will, Matthew Wade, ex giocatore di basket, che viene accusato di aver ricevuto cinquantamila dollari da parte di un gruppo terroristico. Questo permette allo studio di ascoltare le intercettazioni che dovrebbero incriminarlo, ma proprio da queste risulta evidente che l'accusa si basava su una battuta scherzosa. Tuttavia le indagini di Kalinda rivelano che Matthew aveva effettivamente ricevuto quei soldi, ma non da un gruppo terroristico, bensì dalla criminalità organizzata della città. Will allora propone all'amico un compromesso, ma Matthew, che si sente un capro espiatorio di un giro di corruzione molto più grande, non accetta. E non ha torto, perché si scopre che è coinvolta anche una importante persona della Casa Bianca. Questo basta perché l'accusa archivi il caso.
Per risolvere un nuovo caso, Alicia si trova ad ascoltare le intercettazioni fatte dalla polizia; scopre in questo modo che Eli Gold, il consigliere elettorale del marito, è intercettato. Così, quando Eli le telefona per comunicarle un nuovo problema prodotto dal figlio, lei trova il modo di continuare la conversazione di persona. Sempre dalle intercettazioni, Alicia viene a sapere anche della seconda telefonata di Will, cancellata da Eli, in cui Will le dichiara il suo amore. Lei corre allora da lui per avere spiegazioni, ma lo trova in compagnia della sua nuova fidanzata e desiste. Intanto si acuisce il contrasto fra i due investigatori, Kalinda viene a sapere, infatti, che in una precedente causa legale, vinta dallo studio per merito di Blake, l'investigatore aveva ferito gravemente un testimone facendo in modo che potesse essere accusata Kalinda.
- Ascolti USA: telespettatori 10 030 000 – share 11%[10]

## Nove ore
- Titolo originale: Nine Hours
- Diretto da: Julie Hebert
- Scritto da: Meredith Averill

### Trama
Alicia riceve una strana telefonata riguardo alla mancanza di un allegato nella richiesta, fatta dal suo studio legale, riguardo alla sospensione dell'esecuzione della condanna a morte di Wright Carter. Quest'ultimo è stato dichiarato colpevole di aver ucciso, attraverso l'incendio della casa, la moglie e l'amante di lei. L'esecuzione dovrà avvenire a mezzanotte del giorno stesso. Alicia e i suoi colleghi intuiscono che uno dei tre giudici responsabili della condanna sta offrendo loro, in modo anonimo, un aggancio per la sospensione dell'esecuzione. Tutto lo studio si mette allora in moto per trovare il punto debole della sentenza; il tutto deve avvenire entro le nove ore che separano la telefonata dal momento dell'esecuzione. Dopo affannose ricerche, Alicia e colleghi riescono a capire che il perito che ha dichiarato doloso l'incendio non è più tanto sicuro della sua testimonianza, perché le nuove conoscenze tecniche permettono una diversa interpretazione delle cause del rogo. Appellandosi alla sua coscienza e forzandolo un po' alla sua maniera, Kalinda riesce a convincerlo a dichiarare per iscritto i suoi dubbi. La dichiarazione è proprio l'allegato che manca per ottenere la sospensione dell'esecuzione e la revisione del processo.
Salvo qualche breve accenno, le vicende della famiglia Florrick sono sospese: tutto il breve tempo in cui si svolge l'episodio è dedicato alla soluzione del caso.
- Ascolti USA: telespettatori 11 835 000 – share 14%[11]

## Separazione
- Titolo originale: Breaking Up
- Diretto da: Félix Alcalá
- Scritto da: Robert King e Michelle King

### Trama
Due studenti, innamorati l'uno dell'altra, sono stati trovati in possesso di uno stimolante illegale. Lui è figlio di un importante cliente dello Studio legale, che assume la difesa di entrambi. I due giovani hanno tentato un furto in una farmacia e, scoperti, hanno ucciso il proprietario. L'avvocato dell'accusa, il procuratore Cary Agos, cerca di dividerli, promettendo una pena leggera, di semplice furto, per quello che accuserà prima l'altro; l'omicida avrà una pena molto più pesante. Ma i giovani resistono alla pressione nonostante le famiglie che li implorano di acconsentire alle richieste del procuratore. Dalla ricostruzione fatta dagli investigatori dello Studio, emerge che è stata la ragazza a uccidere e che lo ha fatto per difendere il fidanzato e si scopre anche che la ragazza è incinta. Ma quando tutto sembra indicare che gli interessi della famiglia più ricca prevarranno, il giovane si autoaccusa dell'omicidio, facendo chiaramente capire che lo fa per proteggere la ragazza e il bambino che porta in grembo.
Nonostante la separazione fisica, i due giovani restano legati dall'amore e Alicia, che aveva partecipato controvoglia alle manovre dello studio per far accusare la ragazza, si ritira sollevata.
Owen, fratello di Alicia, di ritorno da una vacanza si presenta in studio e, dopo averle detto che si è lasciato con Kevin, il suo compagno, le chiede ospitalità per qualche giorno. Alicia acconsente e gli dà le chiavi di casa. Quando Owen si presenta a casa trova la suocera di Alicia, che durante una chiacchierata, gli comunica il sospetto che la nipote sia omosessuale. Quando Alicia torna a casa trova la suocera e il fratello un po' brilli. A sera i due fratelli restano soli e Owen confessa che la separazione è avvenuta per un suo tradimento: forse, col suo carattere indipendente, resterà sempre solo; è un po' triste, ma anche sollevato: non è adatto ai lunghi impegni.
Intanto nello Studio si profila una separazione: Diane si sente messa da parte dai due soci maschi; ne parla con Alicia nella speranza di portarla con sé nel nuovo Studio Legale, ma Alicia non sembra acconsentire.
- Ascolti USA: telespettatori 12 290 000[12]

## Doppio campo
- Titolo originale: Two Courts
- Diretto da: Tom DiCillo
- Scritto da: Ted Humphrey

### Trama
Lo studio legale questa volta è alle prese con un caso di omicidio; il giovane giudice di colore è un amico di basket di Will e Will pensa di sfruttare l'amicizia per avere un trattamento di favore. Ma invece dell'amicizia è l'antagonismo del campo da gioco a trasferirsi nel campo legale. Will però non desiste e cerca di sfruttare la nuova situazione accentuando il pregiudizio negativo del giudice e utilizzando Alicia come vittima della situazione.
Per avere maggiore successo, lo studio assolda, a spese del facoltoso cliente, un esperto di microespressioni facciali che dovrebbe leggere le intenzioni della giuria nel corso del processo. Purtroppo le cose non vanno come previsto e l'imputato viene condannato.
Nella campagna elettorale di Peter arriva un nuovo procacciatore di finanziamenti, Adam Boras. Eli ravvisa in Adam un agente dei repubblicani che fa il doppio gioco, ma Peter, a corto di soldi per la campagna, decide di rischiare. Nonostante questo, Eli cerca di estrometterlo, ma si presenta un altro ostacolo: Jackie Florrick, madre di Peter, cerca, attraverso Adam, di intrufolarsi nella campagna del figlio, ma Eli trova il modo di farla desistere. La lotta fra i due investigatori dello studio, Kalinda e Blake, segna un punto a favore di quest'ultimo che viene nominato supervisore di Kalinda. Ma Kalinda, come sempre, non si scompone, anzi lo ringrazia. In seguito troverà il modo di far valere le sue capacità, di farsi aumentare lo stipendio e di ritrovare la sua indipendenza.
- Ascolti USA: telespettatori 11 434 000 – share 13%[13]

## La stagione della sciocchezza
- Titolo originale: Silly Season
- Diretto da: Rosemary Rodriguez
- Scritto da: Corinne Brinkerhoff

### Trama
Lo studio legale di Alicia si trova a difendere Joe Cherche, un detenuto accusato di aver ucciso in carcere un collega. Il processo prosegue a colpi di scena, man mano che si scoprono nuovi risvolti dei fatti, finché l'imputato si autoaccusa dell'omicidio adducendo quale scusante le minacce di Bishop, boss della droga, nei confronti della sua famiglia. Ma Bishop, chiamato a testimoniare, lo smentisce e la giuria finisce per credere al boss.
La campagna elettorale diventa sempre più dura. Comincia la stagione delle sciochezze, secondo una definizione di Obama: si coinvolgono i figli dei candidati. Nella scuola di una figlia di Wendy Scott-Carr, appare un volantino che definisce "mezzosangue" i figli della candidata a causa del suo matrimonio misto. Wendy è sdegnata e si rivolge a Glenn Childs, che nega di esserne l'autore. Si rivolge poi ad Alicia, facendole vedere anche un altro volantino in cui si accusa il figlio Zach di avere messo incinta Becca, cercando in lei solidarietà di madre. Ma Alicia, pur definendo spregevoli i due volantini, continua a rifiutare di essere coinvolta nella campagna. Intanto Eli, per discolparsi, cerca di scoprire gli autori del volantino contro la loro avversaria e scopre che è stato fatto da finanziatori indipendenti che, per assicurarsi un ritorno delle loro spese, cercavano in quel modo di facilitare l'elezione di Peter. Peter, avvisato, blocca il volantino, ma questo significa la fine dei finanziamenti e conseguentemente la fine della campagna.
- Ascolti USA: telespettatori 12 136 000 – share 13%[14]

## Gioco al ribasso
- Titolo originale: Real Deal
- Diretto da: Michael Zinberg
- Scritto da: Keith Eisner (soggetto); Robert King e Michelle King (sceneggiatura)

### Trama
Lo Studio Associato in cui lavora Alicia si ritrova a competere con l'avvocato Louis Canning per acquisire la class action per una causa di inquinamento, prodotto da dall'industria di pesticidi JNL, che ha causato molti morti. Dopo un faticoso lavoro di convincimento, le due parti avverse riescono a ottenere lo stesso numero di firme, per cui il giudice assegna la causa ad entrambi.
Conoscendo i trucchi dell'avvocato, Alicia sospetta che sia in combutta con la ditta inquinante, e il sospetto diventa più forte per merito di Kalinda e delle sue indagini. La certezza arriva durante il processo quando appare chiaro che la strategia dell'avvocato, riguardo alle indennità, è un gioco al ribasso, che favorisce la parte avversa. L'avvocato viene così estromesso dalla causa, con grande soddisfazione di Alicia.
I due soci storici Will Gardner e Diane Lockhart si rendono conto che il terzo, Derrick Bond, sta tentando di acquisire lo studio da solo, così si mettono d'accordo, anche con altri soci minori per estrometterlo. Ma all'assemblea degli azionisti convocata per l'occasione, Derrick annuncia un nuovo contratto con un facoltoso cliente portando l'assemblea dalla sua parte. Will e Diane fanno buon viso alla situazione.
Il giudice di questo episodio svolge una sua personale campagna per convincere la gente a donare il sangue. Gli avvocati diventano donatori di sangue.
Intanto Peter, la cui campagna si trova sempre più in cattive acque, assolda un nuovo analista, il quale fa notare che una certa parte di un suo discorso era adatta a convincere i giovani. Peter si butta così sul nuovo filone.
- Ascolti USA: telespettatori 11 857 000 – share 13%[16]

## Cause perse
- Titolo originale: Net Worth
- Diretto da: Brooke Kennedy
- Scritto da: Meredith Averill (soggetto); Robert King e Michelle King (sceneggiatura)

### Trama
Lo studio associato difende la causa di Patrik Ederstin, multimilionario informatico che vuole fare causa per diffamazione alla produzione di un film artisticamente ispirato alla sua figura. Il film usa il suo nome, ma non rispetta i fatti della sua vita. Per la legislazione americana però questo tipo di operazione è permessa purché il personaggio sia pubblico e il film sia esplicitamente dichiarato opera di fantasia.
Per questa ragione, tutti sanno che queste sono cause perse, e ne è consapevole anche il giovane informatico, ma la causa serve a metterlo al centro dell'attenzione pubblica, per dare maggiore visibilità al suo sito informatico.
Will Gardner, che conduce la causa, non è, però, di questo parere e su consiglio di Alicia, che in quell'occasione è in un altro Stato ad aiutare il fratello a fare un trasloco, punta sul guadagno pubblicitario che il film ha ottenuto, proprio grazie al nome di Patrick Ederstin. La nuova strategia risulta vincente.
Durante il viaggio, il fratello di Alicia, intuisce che è innamorata di Will, ma le dice anche che lei farà quello che ha sempre fatto: non tradirà il marito. Alicia rimane turbata, perché fino ad allora non aveva confessato il suo sentimento neppure a sé stessa. Al suo ritorno allo studio, chiede a Will chiarimenti sul secondo messaggio, ma Will, ormai impegnato con l'altra ragazza, le dice che era un incoraggiamento a stare col marito: così la buona moglie, un po' delusa, conserva la sua virtù.
I sospetti sugli affari sporchi di Blake sono sempre più consistenti, così Cary Agos, avvocato della procura, ottiene un mandato per perquisire la sua casa. Durante la perquisizione trovano una mail in cui risulta evidente un traffico di droga col boss mafioso Lemond Bishop, ma Blake disconosce la mail. Sempre indagando su Blake, Cary trova un bicchiere con le impronte di Kalinda, sul luogo dove è stato commesso un delitto. Kalinda capisce che è stata opera di Blake e in un burrascoso incontro nella camera di lui, dove entrambi giocano fra minacce e seduzione, la investigatrice riesce a farsi restituire la mazza da baseball, e, improvvisamente, la usa per colpire con forza Blake su un fianco lasciandolo senza respiro. Con un filo di voce Blake la avvisa che ha telefonato al marito di lei.
- Ascolti USA: telespettatori 11 427 000 – share 13%[17]

## Arma a doppio taglio
- Titolo originale: Silver Bullet
- Diretto da: Jim McKay
- Scritto da: Steve Lichtman (soggetto); Robert King e Michelle King (sceneggiatura)

### Trama
Allo studio si presenta Kurt McVeigh, esperto balistico e vecchia fiamma di Diane Lockhart. Kurt è stato citato per danni, di una ingente somma, per aver falsificato le prove in un processo in cui Jason Velter, il querelante, è stato condannato e successivamente assolto.
Kurt, noto per la sua scrupolosità, potrebbe riconoscere di aver sbagliato in buona fede e non per dolo, ma il suo orgoglio gli impedisce di farlo.
Per fortuna Kalinda scopre che l'errore era dovuto a una pallottola di rimbalzo sparata dal querelante; questo spiega l'errore e la buona fede di Kurt: il processo è vinto.
A fine del processo Diane deve scegliere se accettare di andare insieme a Kurt in Costa Rica, ma Diane sceglie il lavoro.
Alicia è alla prese con le prime ribellioni della figlia. Apparentemente è una crisi religiosa, ma al fondo della crisi c'è un ragazzo molto attraente.
Riguardo alla campagna elettorale, si scopre che Wendy Scott-Carr, il terzo candidato, ha avuto una babysitter non in regola; il fatto potrebbe essere sfruttato per screditare Wendy e metterla fuori gioco in modo definitivo. Ma Eli Gold, dopo aver conosciuto la ragazza, che ha l'età di sua figlia, ha dei ripensamenti e, nonostante questo non favorisca la campagna, la aiuta a ottenere la cittadinanza degli USA.
- Ascolti USA: telespettatori 11 855 000 – share 13%[18]

## Contromosse
- Titolo originale: Great Firewall
- Diretto da: Nelson McCormick
- Scritto da: Leonard Dick (soggetto); Robert King e Michelle King (sceneggiatura)

### Trama
Un dissidente cinese, fuggito in America dopo anni di torture, vuole fare causa a un importante motore di ricerca per aver rivelato la sua identità al governo del suo paese, nonostante l'assicurazione di protezione dei dati sensibili.
Durante le trattative, la controparte esibisce una donna pronta a testimoniare che non ci sono state torture. Si tratta della ex-moglie del querelante. Si scopre così che lui l'aveva tradita. Alicia utilizza in questa occasione la sua esperienza di moglie tradita, per consigliare al dissidente di scusarsi con la ex-moglie, riprendere il rapporto e convincerla a ritirare la sua testimonianza. Dopo una serie di mosse e contromosse il responsabile del motore di ricerca promette che non fornirà più dati sensibili al governo cinese, ma non risarcirà il dissidente.
Intanto continua la lotta fra i soci per estromettersi a vicenda. Scoperto il gioco di Derrick, si rinsalda l'alleanza fra Diane e Will, aiutati da due associati allo studio. Uno di questi però tradisce e rivela tutto a Derrick, così le forze, che sembravano pari, vanno a favore di Derrick. Ma all'assemblea degli azionisti, il tradimento si rivela essere una contromossa di Will per mettere allo scoperto Derrick, che viene estromesso.
In una intervista televisiva congiunta fra i tre candidati, Peter, che consigliato dal suo staff punta sui giovani, ha la meglio; il suo gradimento aumenta, ma non è ancora sufficiente. Intanto Zach scopre che la ex-baby sitter di Childs non è svedese, come dichiarato, ma una immigrata clandestina, messo alle strette Childs si ritira dalla campagna elettorale.
Cary, in un tenero incontro con Kalinda, la avvisa che la procura l'ha presa di mira e vuole incriminarla.
- Ascolti USA: telespettatori 11 383 000 – share 13%[19]

## Gran Giurì
- Titolo originale: Ham Sandwich
- Diretto da: Griffin Dunne
- Scritto da: Keith Eisner

### Trama
Lemond Bishop, un importante boss mafioso, incarica lo Studio Associato LG di trattare la causa di divorzio intentata dalla moglie a seguito del tradimento del marito. In fase di trattativa, nonostante la generosa offerta di Bishop, la moglie chiede un risarcimento insostenibile. Si va al processo con rischio di galera per entrambi. Intanto Kalinda scopre che la moglie si incontra con l'amante nella stanza 333 di un certo hotel. Il giorno dopo la donna viene trovata morta e il divorzio sfuma.
Blake è chiamato a testimoniare, dal Gran Giurì, sull'attività degli investigatori dello Studio. Durante la testimonianza accusa Kalinda di aver picchiato un uomo per impedirgli di testimoniare. In seguito a questo, Kalinda riceve un mandato di comparizione e chiede ad Alicia di farle da avvocato. Su consiglio di Alicia, al suo primo interrogatorio l'investigatrice si appella al 5° emendamento e rifiuta di rispondere. Nel secondo interrogatorio, però, Kalinda dichiara di aver visto Blake andare nella stanza 333 dell'hotel dove c'era la moglie di Bishop. Da quel momento Blake, spaventato dalla vendetta del boss mafioso, decide di cambiare aria e non si presenta più a testimoniare, ma non rinuncia a comunicare a Kalinda che ha scoperto un suo segreto: un cambiamento di nome ottenuto con la complicità di Peter, in cambio di una prestazione sessuale. La notizia è stata comunicata anche a un vice procuratore. I due complici faranno di tutto perché Alicia non venga a saperlo.
Dopo il ritiro di Childs, lo staff di Peter ottiene l'appoggio del comitato elettorale democratico, ma non quello di Childs. Il capo del comitato suggerisce di puntare anche sulla popolazione bianca più estremista, che in pratica è razzista. Purtroppo i figli di Peter sono entrambi innamorati di ragazzi di colore.
- Ascolti USA: telespettatori 11 383 000 – share 13%[20]

## La canzone dell'assassino
- Titolo originale: Killer Song
- Diretto da: James Whitmore, Jr.
- Scritto da: Karen Hall

### Trama
L'imputato della causa civile di questo episodio è stato riconosciuto colpevole, in un precedente processo, di aver torturato e ucciso una donna. Nello stesso processo è stato riconosciuto malato di mente e quindi incapace di intendere e di volere. Guarito dalla malattia e dimesso dall'ospedale, si dà all'attività di autore di canzoni e una di queste sembra descrivere, con compiacimento, il suo delitto.
Lo Studio Legale di Alicia viene incaricato, dalla figlia della vittima, di dimostrare la corrispondenza fra la canzone e l'uccisione della madre. In tal modo la ragazza spera di impedire che l'assassino possa trarre profitto dal suo delitto. Ma, nonostante le accurate indagini di Kalinda, non si trova alcuna corrispondenza. La figlia della vittima ricorda, però, la descrizione fatta da un'altra ragazza, anche lei rimasta orfana di madre a causa di un vecchio delitto rimasto impunito; quel vecchio assassinio e le parole della canzone hanno molte corrispondenze, confermate poi dalle indagini. La canzone diventa così un'autoaccusa. Il processo civile termina con l'assoluzione dell'accusato, ma, ancora prima di lasciare l'aula, egli viene tratto in arresto per l'altro delitto.
Kalinda è preoccupata perché teme che si venga a sapere del suo cambio di identità e della storia con Peter, perciò chiede a Cary di scoprire quale viceprocuratore ha avuto la notizia. Saputo il nome, avvisa Peter che, con promesse e minacce, ottiene il suo silenzio; tutto è condizionato però dalla sua vittoria alle elezioni. Intanto continua la protezione di Eli nei confronti di Natalie Flores. In questa occasione Eli riesce a far liberare il padre di Natalie finito in prigione in seguito a un'accusa ingiusta.
- Ascolti USA: telespettatori 10 162 000 – share 11%[21]

## Senza giusta causa
- Titolo originale: Wrongful Termination
- Diretto da: Phil Abraham
- Scritto da: Ted Humphrey

### Trama
Lo studio si trova a tutelare gli interessi di una vedova in causa contro la ditta in cui lavorava il marito, in seguito al suicidio di quest'ultimo per lo stress prodotto sul luogo del lavoro.
A difendere il datore di lavoro è inizialmente Jonas Stern, ex-titolare dello Studio, ma dopo l'improvvisa morte di Stern, il difensore diventa Louis Canning, che ha rilevato lo Studio di Stern.
Intanto Kalinda scopre una truffa fatta dai dirigenti della ditta nei confronti del fondo pensioni e questo induce la ditta stessa ad accettare un oneroso accordo.
Il comitato democratico, convinto di favorire Peter, ha fatto un nuovo attacco alla candidata Wendy a proposito della sua residenza, ma, poiché Peter è in vantaggio nei sondaggi, Eli si rende conto che l'attacco è controproducente e si arrabbia col capo del comitato democratico.
Intanto comincia a diffondersi la storia fra Kalinda e Peter. Una giornalista chiede un'intervista ad Alicia e insinua qualcosa che Alicia ancora non capisce.
Tammy, la fidanzata di Will, comunica al fidanzato che andrà a lavorare a Londra. In realtà lei spera in una forte reazione di Will che la costringa a rimanere, ma lui non è abbastanza convincente.
- Ascolti USA: telespettatori 10 816 000 – share 11%[22]

## Affari esteri
- Titolo originale: Foreign Affairs
- Diretto da: Frederick E. O. Toye
- Scritto da: Meredith Averill

### Trama
Una finanziaria americana, la Plataco Steelman, che si occupa della trivellazione di pozzi petroliferi in Venezuela, in seguito alla salita al potere di Hugo Chàvez, vuole abbandonare i suoi affari in quel paese senza pagare il conto a una consociata venezuelana, la Latin Star, che ha fatto materialmente l'escavazione. In base al contratto sembrerebbe aver ragione la finanziaria, ma Natalie Flores, incaricata di tradurre una parte dell'incartamento, si accorge che le versioni in inglese e spagnolo del contratto non coincidono. Il titolare della consociata ha firmato la versione in spagnolo che gli è favorevole. Le cose si complicano quando si scopre che Chàvez ha nazionalizzato la parte venezuelana della Latin Star. Si scopre però che il dittatore venezuelano è interessato soprattutto alle mappe dei pozzi ancora non scavati. Su suggerimento del giudice, la parte venezuelana e quella americana della Latin Star, si uniscono contro la Plataco Steelman, e vincono la causa: a Chàvez andranno le mappe e al cliente dello studio i soldi del lavoro svolto.
La campagna elettorale procede con alti e bassi. Questa volta è un'intervista del marito di Wendy a mettere in difficoltà la campagna di Peter. La contromossa naturale sarebbe un'intervista di Alicia, ma lei è restia a farsi coinvolgere e soprattutto non vuole coinvolgere i figli. Alla fine Alicia accetta l'intervista, ed è proprio il suo fascino a dare la spinta decisiva alla campagna del marito. Peter vince così le elezioni. Intanto l'investigatore Wiley continua a occuparsi delle dichiarazioni di Blake riguardo a Kalinda e chiede ad Alicia chiarimenti in proposito. Alicia non sa niente, ma comincia a insospettirsi.
- Ascolti USA: telespettatori 11 050 000[23]

## Trapianto
- Titolo originale: In Sickness
- Diretto da: Félix Alcalá
- Scritto da: Steve Lichtman (soggetto); Robert King e Michelle King (sceneggiatura)

### Trama
Una giovane donna ha diritto a un trapianto di fegato, ma viene scavalcata in graduatoria da un magnate dell'informatica. Gli avvocati della "Lockhart & Gardner" riescono però a trovare la causa che ha determinato l'ingiusta alterazione della graduatoria e questo permette di salvare la donna.
Durante la festa per l'elezione di Peter, Alicia viene a saper che il marito aveva avuto un rapporto sessuale con Kalinda, la sua migliore amica e collaboratrice, e questo la fa decidere di separarsi da lui. Gli trova un appartamento e gli impone di trasferirsi. Anche con Kalinda le cose non vanno bene, si crea una tensione fra di loro che le tiene lontane, ma non a causa dell'investigatrice che, nonostante tutto, è ancora pronta ad aiutarla. 
Jackie, la madre di Peter, intanto fa di tutto per far riconciliare Alicia con Peter, ma i rapporti fra i coniugi, dopo l'intervento della suocera, peggiorano.
- Ascolti USA: telespettatori 12 383 000 – share 13%[24]

## Infedeltà
- Titolo originale: Getting Off
- Diretto da: Roxann Dawson
- Scritto da: Leonard Dick

### Trama
Un uomo viene trovato morto in condizioni che indicano chiaramente una relazione sessuale estrema. La moglie viene a sapere che il marito frequentava un sito di appuntamenti e fa causa alla titolare del sito. Alicia viene così a conoscere un mondo in cui l'infedeltà ha un significato diverso dalla morale corrente. Durante il processo si scopre che la titolare aveva avuto rapporti con la vittima e questo la pone nella condizione di potenziale assassina; ma si scopre anche che c'era un pesante coinvolgimento del marito: si tratta, probabilmente, di un delitto passionale dovuto alla gelosia di lui. Alla notizia, la donna, anziché ascoltare il consiglio degli avvocati di prendere le distanze dal marito, lo raggiunge e lo abbraccia appassionatamente.
Alicia si rivolge a David Lee per capire quali siano le conseguenze della separazione e dell'eventuale divorzio. Poi affronta Kalinda e le esprime tutta la sua rabbia per il tradimento col marito. L'investigatrice rimane sconcertata e addolorata, tanto da decidere di lasciare lo studio. Così Kalinda si reca da una sua amica che fa parte di un'agenzia investigativa. L'amica, conoscendo la bravura dell'investigatrice, è pronta ad assumerla, ma quando le comunica che l'agenzia ha preso un appalto di lavoro presso la Procura Distrettuale e che dovrà lavorare per Peter Florrick, Kalinda decide di tornare allo studio "Lockhart & Gardner".
- Ascolti USA: telespettatori 11 731 000 – share 12%[25]

## Arringa finale
- Titolo originale: Closing Arguments
- Diretto da: Robert King
- Scritto da: Corinne Brinkerhoff (soggetto); Robert King e Michelle King (sceneggiatura)

### Trama
In seguito a un giudizio emesso in precedenza, un giudice viene ucciso e dell'assassinio viene accusato un uomo, difeso da Will e Alicia, vittima del giudizio negativo del giudice. Sulla scena del delitto manca un guanto che sembra essere molto importante per determinare il DNA dell'assassino. Quasi alla fine del processo, quando la giuria è già entrata in sala di consiglio per deliberare, il guanto arriva per posta anonima alla Lockhart & Gardner e casualmente viene ricevuto da Alicia. 
Mentre Kalinda, tramite una sua amica, cerca di ottenere l'analisi del DNA, Will rallenta le fasi del processo ricorrendo anche a trucchi ai limiti della legalità.
Il DNA risulta essere femminile e quindi non compatibile col cliente della L&G, così la nuova prova permette alla giudice di dichiarare nullo il processo.
Alicia confessa a Will che le cose col marito non vanno bene e durante i festeggiamenti per la vittoria al processo, quando Alicia e Will si trovano soli, la tentazione ha il sopravvento su entrambi e finiscono nella stanza presidenziale di un prestigioso albergo.
Kalinda coglie l'occasione per riprendere la relazione sessuale con l'amica che l'ha aiutata col DNA.
Peter, mentre vive i giorni di attesa prima dell'insediamento alla Procura, comincia a sentire l'antagonismo amoroso nei confronti di Will Gardner.
- Ascolti USA: telespettatori 12 580 000 – share 6%[26]